# Kurtziella atrostyla
Kurtziella atrostyla é uma espécie de gastrópode do gênero Kurtziella, pertencente a família Mangeliidae.